# Bajo Otra Luz
«Bajo Otra Luz» (укр. «Під іншим сонцем») — третій сингл канадсько-португальської співачки Неллі Фуртаду з альбому «Mi Plan». Випущений 4 травня 2010 року лейблами Universal Music Latino і Nelstar.

## Список композицій
Digital download
1. «Bajo Otra Luz» (Album Version) — 4:19
2. «Bajo Otra Luz» (Radio Edit) — 3:35

## Історія релізів
| Регіон  | Дата           | Формат                                 | Лейбл   |
| ------- | -------------- | -------------------------------------- | ------- |
| Канада  | 31 серпня 2009 | Digital download (тільки промо iTunes) | Nelstar |
| Мексика | 31 серпня 2009 | Digital download (тільки промо iTunes) | Nelstar |
| США     | 4 травня 2010  | Airplay                                | Nelstar |
| США     | 15 червня 2010 | Digital download (офіційний реліз)     | Nelstar |